# 白浜雄造
白浜 雄造（しらはま ゆうぞう、1979年9月25日 - ）は、JRA・栗東トレーニングセンターに所属していた元騎手。JRA唯一の長崎県出身の騎手でもあった。障害競走の騎乗が中心だったが平地競走の免許も持っていた。
戸籍上の表記は旧字体が含まれた「白濱」であるが、JRAでは旧字体等での騎手登録が認められていない為、新字体の「白浜」に修正して登録している。
弟は清水久詞厩舎所属の調教助手・白浜昭平。

## 来歴
中学時代に体が小さかったことから、福岡の場外馬券場で働いていた親戚から騎手になることを勧められ、元JRA騎手の西原玲奈もかつて通っていた長崎県の乗馬クラブに弟と通い乗馬を始める。乗馬クラブの先生の知り合いが熊本の荒尾競馬場にいたため「中央競馬を落ちたらおいで」と誘われ荒尾競馬で入る先も決まっていたが、JRAに合格した。
1998年、第14期生として競馬学校騎手課程を卒業しJRAの騎手免許を取得する。同期には池添謙一、酒井学、太宰啓介らがいる。初騎乗は3月7日、阪神3Rでユノタックスマンに騎乗して12着。5月3日、京都6Rをラプタスで勝ち初勝利を挙げる。
デビュー初年度から障害レースにも騎乗し、2年目の1999年6月12日、東京ハイジャンプをレガシーロックで制し障害重賞初勝利。
2005年7月25日から8月17日までフランスでレースに騎乗した。12月24日、中山大障害をテイエムドラゴンで勝利し障害GI初制覇。
2007年11月10日、京都ハイジャンプをテイエムドラゴンで勝利し嘉堂信雄騎手が持つ障害重賞最多勝利（15勝）に並び、2009年の中山グランドジャンプをスプリングゲントで制し新記録となる障害重賞16勝目を挙げた。その後も障害重賞21勝まで最多勝を守り続けたが、2022年に石神深一が障害重賞22勝目を挙げて記録を更新している。
なお新潟ジャンプステークスを制覇すればJRA全6場障害重賞勝利（障害重賞が施行されない福島競馬場、中京競馬場、障害コースがない札幌競馬場、函館競馬場を除く）となる。2009年の新潟ジャンプステークスではビコーフェザーに騎乗したが、2着に敗れている。
2012年9月16日、阪神4レースでロードセイバーに騎乗し1着となり、JRA通算100勝を達成した。
2015年11月、競馬関係の仕事に携わる一般女性と結婚した。
2017年9月2日、小倉第4レースでパフュームボムに騎乗し1着となり、史上27人目となるJRA障害競走通算100勝を達成した。
2022年8月27日、小倉サマージャンプでマイネルプロンプトに騎乗し、障害飛越時に躓き落馬した。頭部外傷の疑いで北九州市内の病院に搬送され、一時は意識不明の状態が続いた。長期療養の後に退院し、2023年4月の段階でリハビリや栗東トレセン内の乗馬苑で厩舎作業を行うなど、復帰へ向けて取り組んでいた。
しかし、記憶障害など後遺症の影響が継続しており、2025年2月11日、同月28日付で騎手免許を更新せず、引退することがJRAより発表された。

## 主な騎乗馬
- レガシーロック（1999年 東京ハイジャンプ 2000年 小倉サマージャンプ）
- テイエムダイオー（2000年 京都ハイジャンプ、阪神ジャンプステークス）
- ウインマーベラス（2003年 京都ハイジャンプ、阪神ジャンプステークス、小倉サマージャンプ、京都ジャンプステークス）
- テイエムドラゴン（2005年 中山大障害、2006年 阪神スプリングジャンプ、2007年 京都ハイジャンプ）
- アズマビヨンド（2005年 阪神ジャンプステークス）
- ナムラリュージュ（2005年 阪神スプリングジャンプ）
- スプリングゲント（2006年 東京ハイジャンプ、2009年 中山グランドジャンプ）
- キングジョイ（2007年 京都ジャンプステークス）
- テイエムハリアー（2011年 京都ジャンプステークス）
- ルールプロスパー（2014年・2015年 京都ハイジャンプ）
- アップトゥデイト（2018年 阪神ジャンプステークス）
- ディライトフル（2019年 京都ジャンプステークス）

- 出典[3]

## 特徴
- 勝利数に占める重賞勝ちの割合が他の騎手と比べても非常に高く、「ここ一番での勝負強さ・勝負運」を持った騎手と言える。

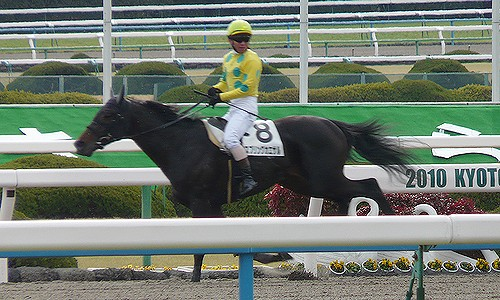
2010年2月14日 京都4Rにて

- 2010年2月14日、京都競馬4R障害未勝利戦で単勝1.5倍と圧倒的1番人気のスプリングカエサルに騎乗した際、1号障害で大きく躓いて鞍がずれるアクシデントが発生したがとっさの判断で鐙から両足を外すと馬の背と垂直に跨る「天神乗り」のスタイルで騎乗を続け2着に入線。不安定な状態で計6つの障害を無事に飛越し完走を果たしたため、ゴール後スタンドから拍手が起こった。翌週2月21日の『サンデーモーニング』（TBS）の人気コーナー「週刊御意見番」でもこの模様が取り上げられ、大沢啓二より「あっぱれ」をもらっている。スプリングカエサルと併走したニットウサランに騎乗していた佐久間寛志は、「いきなり横にすごい格好で来たからビックリですよ。『何してるんですか?　アブミを入れてくださいよ』と言ったら、『鞍がズレて入れられない。オレ、よく乗ってるやろ』と言ってサーッと行っちゃった」と語っている[13]。
- 10歳下の弟もJRA競馬学校を受験したが不合格となり、オーストラリア、ニュージーランドで騎乗。帰国後、宇治田原優駿ステーブルを経て、清水久詞厩舎に入り調教助手となった。2020年2月15日の京都4R障害レースで弟が調教を担当したビッグスモーキーに兄が騎乗し、兄弟コンビで初勝利を挙げた[14]。

## 人物
- 妻との間に1男1女を持つ。妻は結婚前は福永祐一や四位洋文らが所属していたマネジメント会社でマネージャーを務め、福永の騎手引退まで16年間バレットも兼務していた[10]。

## 騎乗成績
- JRA公式[1]およびnetkeiba[15]より

|       |            | 日付           | 競馬場・開催  | 競走名                   | 馬名               | 頭数 | 人気 | 着順 |
| ----- | ---------- | -------------- | ------------- | ------------------------ | ------------------ | ---- | ---- | ---- |
| 平 地 | 初騎乗     | 1998年3月7日   | 1回阪神3日3R  | 4歳未勝利                | ユノタックスマン   | 13頭 | 8    | 12着 |
| 平 地 | 初勝利     | 1998年5月3日   | 3回京都4日6R  | 5歳上500万円下           | ラプタス           | 15頭 | 8    | 1着  |
| 平 地 | 重賞初騎乗 | 2004年1月18日  | 1回京都6日11R | 日経新春杯               | テイエムゴーカイ   | 14頭 | 14   | 9着  |
| 障 害 | 初騎乗     | 1998年4月4日   | 2回阪神3日5R  | 障害5歳上オープン        | ニケスピリット     | 11頭 | 2    | 2着  |
| 障 害 | 初勝利     | 1998年5月9日   | 2回東京5日5R  | 障害5歳上オープン        | ニケスピリット     | 7頭  | 1    | 1着  |
| 障 害 | 重賞初騎乗 | 1998年9月19日  | 5回阪神3日9R  | 阪神障害ステークス（秋） | メジロバルカン     | 7頭  | 4    | 6着  |
| 障 害 | 重賞初勝利 | 1999年6月12日  | 3回東京7日10R | 東京ハイジャンプ         | レガシーロック     | 13頭 | 3    | 1着  |
| 障 害 | JGI初騎乗  | 2001年12月22日 | 5回中山7日10R | 中山大障害               | ギフテッドクラウン | 10頭 | 4    | 中止 |
| 障 害 | JGI初勝利  | 2005年12月24日 | 5回中山7日10R | 中山大障害               | テイエムドラゴン   | 14頭 | 2    | 1着  |

| 年度   | 障害競走 | 障害競走 | 障害競走 | 障害競走 | 障害競走 | 障害競走 | 障害競走 | 平地競走 | 平地競走 | 平地競走 | 平地競走 | 平地競走 | 平地競走 | 平地競走 |
| 年度   | 1着      | 2着      | 3着      | 騎乗数   | 勝率     | 連対率   | 複勝率   | 1着      | 2着      | 3着      | 騎乗数   | 勝率     | 連対率   | 複勝率   |
| ------ | -------- | -------- | -------- | -------- | -------- | -------- | -------- | -------- | -------- | -------- | -------- | -------- | -------- | -------- |
| 1998年 | 4        | 7        | 2        | 20       | .200     | .550     | .650     | 8        | 8        | 9        | 194      | .041     | .082     | .129     |
| 1999年 | 5        | 2        | 2        | 30       | .167     | .233     | .300     | 11       | 17       | 24       | 347      | .032     | .081     | .150     |
| 2000年 | 7        | 7        | 7        | 45       | .156     | .311     | .467     | 6        | 2        | 7        | 136      | .044     | .059     | .110     |
| 2001年 | 6        | 5        | 5        | 59       | .102     | .186     | .271     | 0        | 0        | 0        | 48       | .000     | .000     | .000     |
| 2002年 | 1        | 1        | 5        | 44       | .023     | .045     | .159     | 1        | 0        | 2        | 29       | .034     | .034     | .103     |
| 2003年 | 7        | 11       | 3        | 65       | .108     | .277     | .323     | 0        | 0        | 2        | 40       | .000     | .000     | .050     |
| 2004年 | 5        | 12       | 7        | 53       | .094     | .321     | .453     | 0        | 1        | 0        | 10       | .000     | .100     | .100     |
| 2005年 | 6        | 5        | 4        | 54       | .111     | .204     | .278     | 0        | 0        | 0        | 11       | .000     | .000     | .000     |
| 2006年 | 9        | 7        | 1        | 39       | .231     | .410     | .436     | 0        | 0        | 0        | 5        | .000     | .000     | .000     |
| 2007年 | 4        | 9        | 4        | 52       | .077     | .250     | .327     | 0        | 0        | 0        | 6        | .000     | .000     | .000     |
| 2008年 | 2        | 4        | 8        | 59       | .034     | .102     | .237     | 0        | 0        | 0        | 1        | .000     | .000     | .000     |
| 2009年 | 3        | 8        | 2        | 45       | .067     | .244     | .289     | -        | -        | -        | -        | -        | -        | -        |
| 2010年 | 5        | 8        | 5        | 50       | .100     | .260     | .360     | 0        | 0        | 0        | 2        | .000     | .000     | .000     |
| 2011年 | 4        | 3        | 4        | 39       | .103     | .179     | .282     | 0        | 0        | 0        | 2        | .000     | .000     | .000     |
| 2012年 | 8        | 6        | 1        | 47       | .170     | .298     | .319     | 0        | 0        | 0        | 1        | .000     | .000     | .000     |
| 2013年 | 5        | 4        | 2        | 46       | .109     | .196     | .239     | 0        | 0        | 0        | 2        | .000     | .000     | .000     |
| 2014年 | 7        | 4        | 5        | 41       | .171     | .268     | .390     | -        | -        | -        | -        | -        | -        | -        |
| 2015年 | 4        | 3        | 1        | 37       | .108     | .189     | .216     | -        | -        | -        | -        | -        | -        | -        |
| 2016年 | 3        | 8        | 6        | 43       | .070     | .256     | .395     | -        | -        | -        | -        | -        | -        | -        |
| 2017年 | 5        | 5        | 3        | 45       | .111     | .222     | .289     | -        | -        | -        | -        | -        | -        | -        |
| 2018年 | 4        | 6        | 4        | 45       | .089     | .222     | .311     | 0        | 0        | 0        | 2        | .000     | .000     | .000     |
| 2019年 | 13       | 8        | 4        | 63       | .206     | .333     | .397     | 0        | 0        | 0        | 1        | .000     | .000     | .000     |
| 中央   | 117      | 133      | 85       | 1021     | .115     | .245     | .328     | 26       | 28       | 44       | 843      | .031     | .064     | .116     |
| 地方   | -        | -        | -        | -        | -        | -        | -        | 1        | 1        | 1        | 24       | .042     | .083     | .125     |